# Kazmiere Brown
Kazmiere Telonna Brown (Bloomington, 17 ottobre 1996) è una pallavolista statunitense, centrale delle Orlando Valkyries.

## Biografia
È la sorella maggiore della pallavolista Kacia Brown.

## Carriera

### Club
La carriera di Kazmiere Brown inizia nei tornei scolastici dell'Iowa, a cui prende parte con la Cedar Falls HS; parallelamente si disimpegna anche a livello giovanile con il Six Pack. Dopo il diploma entra a far parte della formazione universitaria della Kentucky, partecipando alla NCAA Division I dal 2014 al 2017.
Nella stagione 2018-19 firma il suo primo contratto da professionista in Germania, dove partecipa alla 1. Bundesliga con il Münster; nella stagione seguente si trasferisce in Ucraina, disputando la Superliha con il Chimik, club con il quale si aggiudica la Supercoppa ucraina e la coppa nazionale. In seguito milita nella Ligue A francese per un'annata, dove indossa la casacca del Béziers, prima di approdare all'AEK Atene, prendendo parte alla Volley League greca per un campionato.
Torna quindi in patria per disputare l'Exhibition Tour e poi l'edizione 2023 dell'Athletes Unlimited, venendo poi ingaggiata dalle Orlando Valkyries per la Pro Volleyball Federation 2024, venendo premiata come miglior centrale e inserita nell'All-PVF Second Team. Disputa poi la quarta edizione dell'Athletes Unlimited e in seguito torna a indossare la casacca delle Orlando Valkyries per la Pro Volleyball Federation 2025, vincendo il titolo nazionale e venendo inserita nuovamente nell'All-PVF Second Team.

## Palmarès

### Club
- PVF: 1

2025
- Coppa d'Ucraina: 1

2019-20
- Supercoppa ucraina: 1

2019

### Premi individuali
- 2024 - Pro Volleyball Federation: Miglior centrale
- 2024 - Pro Volleyball Federation: All-PVF Second Team
- 2025 - Pro Volleyball Federation: All-PVF Second Team